# To the Wire
To the Wire (englische Redewendung bis zum bitteren Ende) ist eine deutsche Old-School-Hardcore-Band aus dem Ruhrgebiet in Nordrhein-Westfalen.

## Geschichte
Die Band To the Wire wurde 2022 gegründet. Die Idee, schnellen, schnörkellosen Old-School Hardcore zu spielen, schwirrte schon länger in den Köpfen von Sänger Christian Smolka und Schlagzeuger Christian Schwidder herum. Anfang 2022 wurde die Idee dann endlich umgesetzt. Gitarrist Oliver Prill war von Beginn an mit dabei, Bassist Michael Schwettmann stieß im Sommer des Jahres dazu und vervollständigte die Band.
Recht früh wurden die ersten Songs geschrieben, verfeinert und nach knapp einem halben Jahr ging es auf die Bühne. Schnell erspielte sich die Band einen guten Ruf in der deutschen Hardcore-Szene und spielte als Support für Größen wie Abhinanda, Agnostic Front, Comeback Kid, Ignite, Terror u. v. m.
Im Sommer 2023 wurden dann die ersten Songs im Stuttgarter Hard Drive Sounds Studio aufgenommen und von Roland Böffgen gemixt und gemastert. 
Am 4. Januar 2024 wurde die erste Single Make No Mistake mit Video veröffentlicht. Die erste LP mit dem Titel Willpower wurde am 26. Januar 2024 über die DIY-Labels „Noise to Help Records“ und „Dedication Records“ veröffentlicht. Das Album ist auf Vinyl, CD und MC verfügbar. Die Erstpressung der Schallplatte auf grünem Vinyl ist auf 200 Stück limitiert und kommt im Gatefold-Cover.
Aktuell arbeitet die Band an der zweiten LP, welche voraussichtlich im Jahre 2026 veröffentlicht wird.

## Diskografie

### Studioalben
- 2024: Willpower (Noise to Help Records, Dedication Records)

### Singles
- 2024: Make No Mistake (digital release)